# Onychognathus tenuirostris
Onychognathus tenuirostris é uma espécie de passeriforme da família Sturnidae.
Pode ser encontrada nos seguintes países: Burundi, República Democrática do Congo, Eritreia, Etiópia, Quénia, Malawi, Ruanda, Tanzânia, Uganda e Zâmbia.